# Медолюб малий
Медолюб малий (Meliphaga notata) — вид горобцеподібних птахів родини медолюбових (Meliphagidae). Ендемік Австралії.

## Опис
Довжина птаха становить 16-20 см, вага 23-30 г, розмах крил 8-9 см. Самиці дещо менші за самців. Верхня частина тіла оливково-коричнева, нижня частина тіла оливково-сіра, на скронах жовтуваті плями, за дзьобом вузькі жовтуваті смуги. Очі карі, дзьоб і лапи коричневі.

## Підвиди
Виділяють два підвиди:
- M. n. notata (Gould, 1867) — острови Торресової протоки, півострів Кейп-Йорк;
- M. n. mixta (Mathews, 1912) — південний схід півострова Кейп-Йорк, північно-східний Квінсленд.

## Поширення і екологія
Малі медолюби мешкають на північному сході Австралії. Вони живуть в тропічних і мангрових лісах, в чагарникових заростях, парках і садах. Зустрічаються поодинці або парами, на висоті до 1200 м над рівнем моря, переважно на висоті від 200 до 500 м над рівнем моря. Живляться комахами, нектаром і плодами. Сезон розмноження триває з серпня по січень. Гніздо чашоподібне, робиться з кори та інштого рослинного матеріалу, розміщується в чагарниках або на деревах. В кладці 2-3 білих яйця, поцяткованих коричневими або пурпуровими плямками. Інкубаційний період триває 2 тижні, пташенята покидають гніздо через 2 тижні після вилуплення.